# Tilomorfinos
Tilomorfinos (Tillomorphini) é uma tribo de coleópteros da subfamília Cerambycinae.

## Sistemática
- Ordem Coleoptera
  - Subordem Polyphaga
    - Infraordem Cucujiformia
      - Superfamília Chrysomeloidea
        - Família Cerambycidae
          - Subfamília Cerambycinae
            - Tribo Tillomorphini (Lacordaire, 1869)
              - Gênero Acrogenoides (McKeown, 1945)
              - Gênero Arawakia (Villiers, 1981)
              - Gênero Bonfilsia (Villiers, 1979)
              - Gênero Calliclytus (Fisher, 1932)
              - Gênero Capederces (Adlbauer, 2001)
              - Gênero Cleroclytus (Kraatz, 1884)
              - Gênero Clytellus (Westwood, 1853)
              - Gênero Epropetes (Bates, 1870)
              - Gênero Euderces (LeConte, 1850)
              - Gênero Gourbeyrella (Lane, 1959)
              - Gênero Homaemota (Pascoe, 1865)
              - Gênero Khampaseuthia (Holzschuh, 2009)
              - Gênero Lamproclytus (Fisher, 1932)
              - Gênero Licracantha (Lingafelter, 2011)
              - Gênero Ochyra (Pascoe, 1871)
              - Gênero Paramyrmecoclytus (Breuning, 1970)
              - Gênero Pentanodes (Schaeffer, 1904)
              - Gênero Pseudomyrmecion (Bedel, 1885)
              - Gênero Serratobicon (Holzschuh, 2009)
              - Gênero Tetranodus (Linell, 1897)
              - Gênero Tilloforma (McKeown, 1945)
              - Gênero Tilloglomus (Martins, 1975)
              - Gênero Tillomorpha (Blanchard, 1851)